# شبكة السكك الحديدية الدولية في المشرق العربي
شبكة السكك الحديدية الدولية في المشرق العربي هو مشروع مستقبلي مقترح. المشروع تم إقراره في قمة الكويت الاقتصادية العربية الأولى للجامعة العربية، ويهدف المشروع لربط كل دول المنظمة بخطوط السكك الحديدية. عندما يكتمل المشروع سيتكون من 16 طريقًا ويبلغ طوله الإجمالي حوالي 19,500 كيلومتر.

## تفاصيل
المشروع يضم كلاً من مصر والسعودية واليمن والعراق وسوريا والأردن وغزة ولبنان وقطر وعمان والكويت.

## محاور السكك الحديدية
يضم المشروع المحاور التالية:

### المحاور المتجهة شمال جنوب
- س 5: محور العراق - شرق الجزيرة العربية
- س 15: محور وسط الجزيرة العربية
- س 25:محور سوريا -الأردن -السعودية -اليمن
- س 27: محور معان – العقبة
- س 35: محور شرق البحر المتوسط
- س 45: محور وادي النيل

### المحاور المتجهة غرب شرق
- س 10: محور العراق - شرق البحر المتوسط
- س 20: محور وسط سوريا
- س 30: محور دمشق – بيروت
- س 40: محور غرب العراق – الأردن
- س 50: محور الساحل الجنوبي للبحر المتوسط – دلتا النيل
- س 60: محور أبو عجرم - الفردان
- س 70: محور سفاجا – الخارجة
- س 80: محور الدمام - جدة
- س 82: محور الدوحة
- س 90: محور جنوب الجزيرة